# 162
El año 162 (CLXII) fue un año común comenzado en jueves del calendario juliano, en vigor en aquella fecha.
En el Imperio romano el año fue nombrado el del consulado de Rústico y Plaucio, o menos frecuentemente, como el 915 ab urbe condita, siendo su denominación como 162 a principios de la Edad Media, al establecerse el anno Domini.

## Acontecimientos
- Lucio Vero comienza la guerra con los partos, debido a la invasión de Siria y Armenia por Vologases IV de Partia.

## Arte y literatura
- Arriano publica Indica, una obra sobre la India y su gente.

## Nacimientos
- Marco Annio Vero César (m. 169), hijo de Marco Aurelio. Sería nombrado heredero, hecho truncado por su prematura muerte.